# Equazione di Tolman-Oppenheimer-Volkoff
In astrofisica, l'equazione di Tolman-Oppenheimer-Volkoff (TOV) pone dei limiti alla struttura di un corpo sfericamente simmetrico di materia isotropica, che sia in equilibrio statico gravitazionale, in base ai modelli della relatività generale. 

## Equazione
L'equazione è la seguente: 
{\displaystyle {\frac {dP(r)}{dr}}=-{\frac {G}{r^{2}}}\left[\rho (r)+{\frac {P(r)}{c^{2}}}\right]\left[M(r)+4\pi r^{3}{\frac {P(r)}{c^{2}}}\right]\left[1-{\frac {2GM(r)}{c^{2}r}}\right]^{-1}\ .}
dove {\displaystyle r} è una coordinata radiale, e {\displaystyle \rho (r_{0})} e {\displaystyle P(r_{0})} sono rispettivamente la densità e la pressione del materiale per {\displaystyle r=r_{0}}. {\displaystyle M(r_{0})} è la massa totale all'interno del raggio {\displaystyle r=r_{0}}, misurata nel campo gravitazionale avvertito da un osservatore distante. Essa soddisfa {\displaystyle M(0)=0} e 
{\displaystyle {\frac {dM(r)}{dr}}=4\pi \rho (r)r^{2}\ .}
L'equazione è derivata dalla risoluzione delle equazioni di campo di Einstein per una metrica generale tempo-invariante, sfericamente simmetrica.  Per la soluzione dell'equazione di Tolman-Oppenheimer-Volkoff, questa metrica prenderà la forma 
{\displaystyle ds^{2}=e^{\nu (r)}c^{2}dt^{2}-(1-2GM(r)/rc^{2})^{-1}dr^{2}-r^{2}(d\theta ^{2}+\sin ^{2}\theta d\phi ^{2})\ ,}
dove ν(r) è determinato dalla condizione 
{\displaystyle {\frac {d\nu (r)}{dr}}=-{\frac {2}{P(r)+\rho (r)c^{2}}}{\frac {dP(r)}{dr}}.}
Se completata con l'equazione di stato, {\displaystyle F(\rho ,P)=0}, che mette in relazione densità e pressione, l'equazione di Tolman-Oppenheimer-Volkoff determina completamente la struttura di un corpo sfericamente simmetrico di materiale isotropico in equilibrio. Se i termini di ordine di {\displaystyle {\frac {1}{c^{2}}}} sono trascurabili, l'equazione di Tolman-Oppenheimer-Volkoff diventa l'equazione idrostatica newtoniana, usata per trovare la struttura di equilibrio di un corpo sfericamente simmetrico di materiale isotropico quando le correzioni della relatività generale non sono importanti.
Se l'equazione viene applicata a una sfera contornata di materiale nel vuoto, si dovrebbe imporre la condizione al contorno di pressione zero {\displaystyle P(r)=0} e la condizione {\displaystyle e^{\nu (r)}=1-{\frac {2GM(r)}{rc^{2}}}}. La seconda condizione al contorno è imposta in modo che la metrica al contorno sia continua, con l'unica soluzione statica sfericamente simmetrica delle equazioni di campo del vuoto, cioè la metrica di Schwarzschild:
{\displaystyle ds^{2}=(1-2GM_{0}/rc^{2})c^{2}dt^{2}-(1-2GM_{0}/rc^{2})^{-1}dr^{2}-r^{2}(d\theta ^{2}+\sin ^{2}\theta d\phi ^{2})\ .}

## Massa totale
M(r0) è la massa totale all'interno del raggio r = r0, misurata dal campo gravitazionale di un osservatore lontano; soddisfa la condizione M(0) = 0.
{\displaystyle {\frac {dM(r)}{dr}}=4\pi \rho (r)r^{2}\;}
Qui, M0 è la massa totale dell'oggetto, sempre misurata dal campo gravitazionale avvertito da un osservatore distante. Se al contorno vale r = rB, la continuità della metrica e la definizione di M(r) richiede che
{\displaystyle M_{0}=M(r_{B})=\int _{0}^{r_{B}}4\pi \rho (r)r^{2}\,dr\ .}
Il calcolo della massa ottenuto integrando la densità dell'oggetto rispetto al suo volume produrrà, d'altra parte, il valore più grande
{\displaystyle M_{1}=\int _{0}^{r_{B}}{\frac {4\pi \rho (r)r^{2}}{\sqrt {1-2GM(r)/rc^{2}}}}\ ,dr.}
La differenza tra queste due quantità,
{\displaystyle \delta M=\int _{0}^{r_{B}}4\pi \rho (r)r^{2}((1-2GM(r)/rc^{2})^{-1/2}-1)\,dr,}
sarà l'energia gravitazionale di legame dell'oggetto diviso per c2.

## Sviluppo storico dell'idea
Tolman analizzò le metriche sfericamente simmetriche nel 1934 e 1939. ,  La forma dell'equazione qui data fu derivata da Oppenheimer e Volkoff in una loro pubblicazione del 1939, "On Massive Neutron Cores" . In questo lavoro l'equazione di stato per un gas di Fermi degenere costituito da neutroni, fu utilizzata per calcolare in ~0,7 masse solari il limite superiore per la massa gravitazionale di una stella di neutroni. Poiché questa equazione di stato non è realistica per una stella di neutroni, anche il valore ottenuto per la massa limite è affetto dallo stesso errore.  Valutazioni più recenti per questo limite oscillano tra 1,5 e 3,0 masse solari. 